# Megantrop

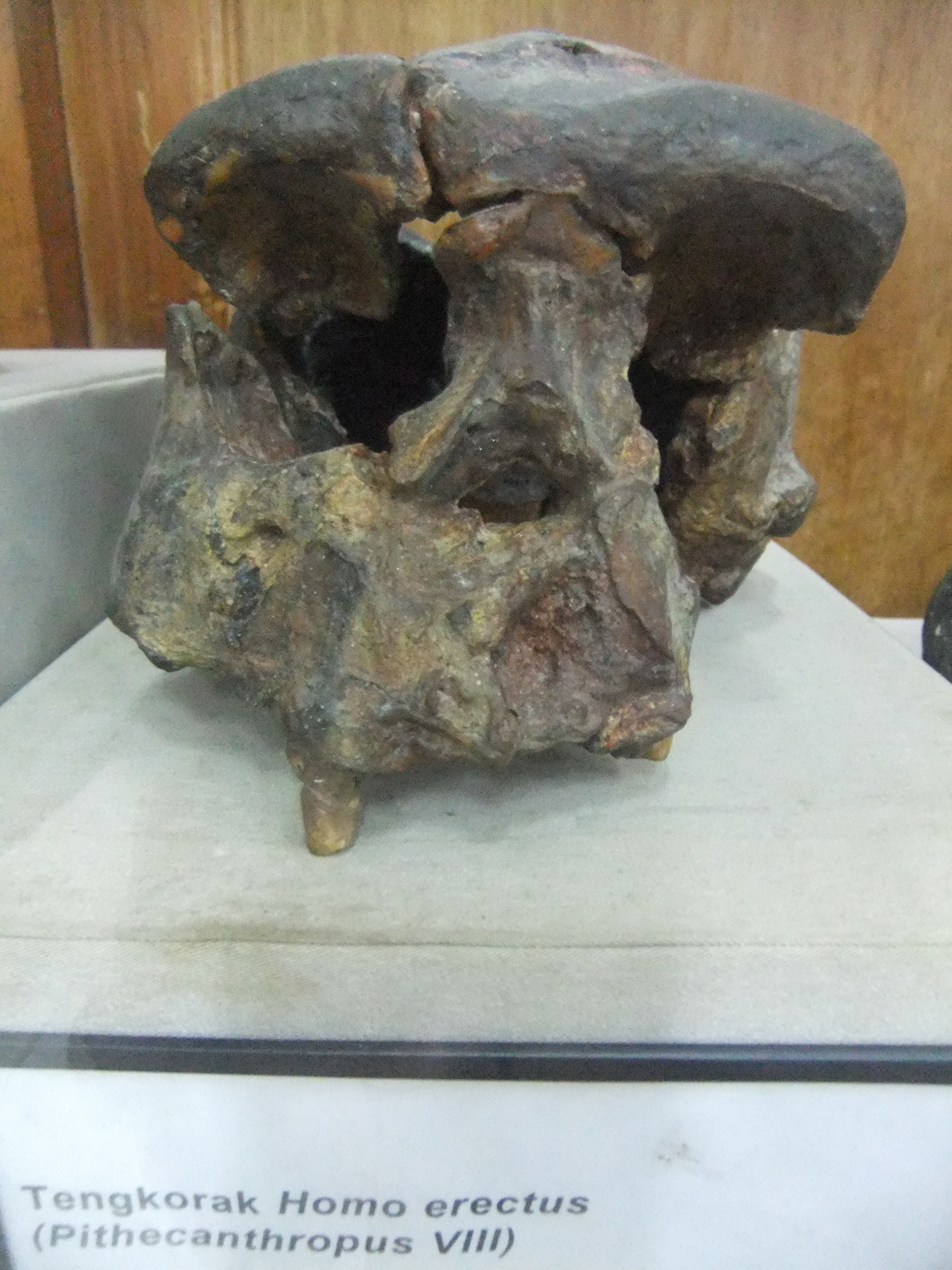
Fragment de crani trobat a Sangiran 8. Aquest fragment també és conegut amb el nom de Pithecanthropus VIII.

El megantrop (conegut informalment amb el nom científic Meganthropus) és un gènere sense validesa taxonòmica al qual s'han assignat diversos fragments grans de mandíbules i cranis, trobats a Sangiran (Java). El nom científic que se li donà originalment era Meganthropus palaeojavanicus i, tot i que actualment se'l considera invàlid, aquest nom ha sobreviscut com a nom informal pels fòssils.
A data de 2005, la taxonomia i la filogènesi d'aquests espècimens encara no estan clares, tot i que la majoria de paleoantropòlegs consideren que tenen alguna relació amb Homo erectus. Tanmateix, a vegades també es fan servir els noms Homo palaeojavanicus i fins i tot Australopithecus palaeojavanicus, cosa que demostra la incertesa de la classificació.